# Theo G.M. van Oorschot
Theodorus Gerardus Maria (Theo G.M.) van Oorschot (Den Haag, 17 mei 1926 — Daun, 14 januari 2016) was een Nederlands germanist en theoloog die vooral bekend is geworden als uitgever van de werken van de Duitse jezuïet, dichter en strijder tegen de heksenvervolging Friedrich Spee.

## Leven
Van Oorschot werd geboren in Den Haag op 17 mei 1926. In 1945, op 19-jarige leeftijd, trad hij in bij de jezuïeten. Hij studeerde germanistiek en theologie en promoveerde in 1968 aan de Universiteit van Nijmegen, met een proefschrift over het Güldene Tugendbuch van Friedrich Spee. Het onderzoek naar deze 17e-eeuwse Duitse jezuïet zou Van Oorschots verdere professionele leven bepalen.
In 1985 trad Van Oorschot uit de jezuïetenorde en het priesterambt om te huwen met Margarete Gentner, een germaniste die eveneens op Friedrich Spee gepromoveerd was. Hij gaf hierbij ook zijn activiteiten aan de Universiteit van Nijmegen op en in 1991 verhuisde het echtpaar naar de Vulkaan-Eifel. Hij overleed daar in 2016.

## Publicaties (selectie)
- Van Oorschot, Th. G.M. (1968). Friedrich Spees Güldenes Tugend-Buch (Diss.). Nijmegen: Dekker & Van de Vegt.
- Spee, F. (1968). Güldenes Tugend-Buch (Th. G.M. van Oorschot, Ed.). München: Kösel.
- Spee, F. (1985). Trutz-Nachtigall (Th. G.M. van Oorschot, Ed.). Bern: A. Francke.
- Spee, F. (1991). Trutz-Nachtigal. Kritische Ausgabe nach der Trierer Handschrift (Th. G.M. van Oorschot, Ed.). Stuttgart: Reclam.
- Spee, F. (2005). Cautio criminalis (Th. G.M. van Oorschot, Ed.). Tübingen & Basel: A. Francke. ISBN 377208026X

## Onderscheidingen
- Orde van Verdienste van de Bondsrepubliek Duitsland